# Renúncia (1982)
Renúncia é uma telenovela brasileira exibida pela Rede Bandeirantes entre 30 de agosto e 12 de setembro de 1982, às 20h. substituindo Ninho da Serpente e sendo substituída meses depois por Sabor de Mel. Foi escrita e dirigida por Geraldo Vietri. Foi retirada do ar com apenas 12 capítulos exibidos através da censura do ditadura militar brasileira por abordar críticas políticas e ser baseada em uma psicografia espírita de Chico Xavier.

## Enredo
A história se passa em Paris, ano de 1862, onde Suzana (Geórgia Gomide) está prometida a seu primo Cirilo Davenport (Fúlvio Stefanini) desde a infância. Entretanto este apaixona-se pela esposa de seu amigo Antero de Oviedo Vilamil (Carlos Capeletti) a jovem Madalena Vilamil (Berta Zemel). Apesar da promessa de casamento de Antero com Madalena que vinha desde que ambos eram crianças, os pais da moça; Dom Inácio e Dona Margarida concedem a mão da jovem à Cirilo. Visto isso, os primos e outrora prometidos rejeitados Suzana e Antero se unem contra o casal.
Como primeiro ato de sua vingança, Suzana se muda para Lisboa e se fixa na casa de Samuel  e Constância, pais de Cirilo e que passavam por dificuldades financeiras. Os problemas financeiros e políticos dos Davenport, somados com a manipulação de sua sobrinha os fazem ter de se mudar para o Brasil, levando Cirilo e o afastando de Madalena. Esta se encontra grávida e Cirilo pede a seu ex-amigo e ex-prometido de sua esposa Antero que a cuide em sua ausência. 
Pouco tempo depois, um surto de cólera se alastra por Paris, onde Suzana inventa uma morte para Madalena em uma carta para Cirilo. Em contrapartida, é mentido para Madalena que seu amado havia desaparecido em um naufrágio e é neste momento que nasce Alcione, filha de Cirilo e Madalena. 

## Elenco
- Fúlvio Stefanini .... Cirilo Davenport
- Berta Zemel .... Madalena Vilamil
- Geórgia Gomide .... Suzana
- Elias Gleizer .... Tio Jacques
- Laura Cardoso .... Margarida
- Yara Lins .... Constância
- Flamínio Fávero .... Jorge
- Carlos Capeletti .... Antero
- Acê Moreira .... Pierre
- Amaury Alvarez .... Homero
- Arthur Leivas .... Guilherme Davenport
- Chico Martins .... Samuel Davenport
- Cláudia Alencar .... Alcione
- Geisa Gama .... Selena
- Ileana Sasa .... Dra. Glória
- Ricardo Blat .... Tubarão
- Irineu Pinheiro .... Emmanuel
- Ísis Koschdoski .... Dorotéia
- José Lucas .... Augusto
- Josmar Martins .... Silveira
- Lúcia Mello ....  Amália Gomes
- Luiz Carlos de Moraes .... Dom Diego
- Marcos Mello .... Patrício
- Monalisa Lins .... Cecília
- Noemi Gerbelli .... Dolores
- Serafim Gonzalez .... Frei Damiano
- Xandó Batista .... Dom Inácio
- Zé Carlos de Andrade .... João Medeiros
- Osmar Costa ....  Antônio

A telenovela era exibida de segunda a sexta na faixa das 20h. Foi abruptamente retirada do ar após 12 capítulos exibidos. Em seu lugar foi exibido o horário político gratuito. Sua sucessora Sabor de Mel só estrearia no ano seguinte em 1983.

## Curiosidades
- A trama foi baseada no livro homônimo do medium Chico Xavier.
- Pouco antes da estreia da novela, foi feita uma entrevista de Alberto Beutenmüller ao autor Geraldo Vietri, que estava muito empolgado com sua estreia. Ele declaro; “Estou apostando tudo nessa novela, que desde 1979 tento levar ao ar. Tenho certeza de seu sucesso. A Bandeirantes investiu muito: é uma das suas produções mais bem cuidadas do ponto de vista de guarda-roupa e cenários.”
- Na história original, a trama começa em 1662 e a história se passa entre a Irlanda e os Estados Unidos. Mas na versão televisiva isso foi alterado com a intenção de poupar gastos, onde a história foi movida para 1862 e os lugares envolvidos foram França, Portugal, Espanha e Brasil.
- A telenovela não tem nenhuma ligação com a homônima de 1964, levada ao ar pela TV Record.